# Бугай (река)
Бугай (Богай) — река в России, протекает по границе Абинского и Северского районов Краснодарского края. Начинается в посёлке Октябрьском Северского района. Устье — в Крюковском водохранилище, в районе хутора Эрастов. Длина реки — 13 км, площадь водосборного бассейна — 15,5 км².
Этимология названия реки точно не установлена. Возможно происходит от слова «бугай», в просторечии означающее «племенной бык» (адыг. быгъу) (по мнению Ковешникова — бездоказательно).
В нижнем течении получает сток с балки Дибравина, в которую впадают водотоки балок Чернышкина и Первый Кривой лес (щель Кипящая, балки Нефтяная (берут начало на хребте Длинная гора), Денисенко, Кулинская (притоки водотока балки Павловской). На реке находился гидрологический пост в хуторе Новопетровском в ведении СК УГМС с 1928 по 1932 гг. На реке стоят населённые пункты (помимо уже указанных) Спутник, а также Черноморский, хутора Весёлый, Кипячий и Карский (на балках-притоках).

## Данные водного реестра
По данным государственного водного реестра России, относится к Кубанскому бассейновому округу, водохозяйственный участок реки — Водные объекты бассейна Крюковского в-ща. Речной бассейн реки — Кубань.
Код объекта в государственном водном реестре — 06020001812108100005748.

## Топографическая карта
- Лист карты K-37-5-Г.